# Ализаде, Али Фикрет оглы
Ализаде, Али Фикрет оглы (азерб. Əlizadə Əli Fikrət oğlu; род. 21 июня 1978, Нахичевань) — азербайджанский дипломат. Посол Азербайджана в Иране.

## Биография
Родился 21 июня 1978 года. В 1998 году окончил Азербайджанский университет языков по специальности «переводчик».
В 2008 году окончил Академию государственного управления при президенте Азербайджана.
С 2002 по 2010 год являлся референтом по протоколу, советником, начальником управления консульского отдела Нахичевани МИД Азербайджана.
6 июля 2010 года присвоен ранг чрезвычайного и полномочного посланника первого класса.
Генеральный консул Азербайджана в Тебризе, Иран (6 июля 2010 — 5 апреля 2016).
Посол Азербайджана в Пакистане (2 мая 2016 — 16 июля 2021).
В 2021 году являлся начальником управления МИД Азербайджана по региону Азии.
Посол Азербайджана в Иране (с 7 августа 2021). Одновременно является постоянным представителем Азербайджана в Организации экономического сотрудничества.
Владеет английским, русским, турецким, фарси.

## Награды
- Медаль «90-летие органов дипломатической службы Азербайджанской Республики» (11 августа 2009)
- Медаль «100-летие органов дипломатической службы Азербайджана» (9 июля 2019)
- Орден «За службу Отечеству» III степени (9 июля 2019, за плодотворную деятельность в органах дипломатической службы Азербайджанской Республики)[8]